# Daydream Nation
Daydream Nation (з англ. «Нація мрій») — п'ятий студійний альбом американського альтернативного рок-гурту Sonic Youth, випущений 18 жовтня 1988 року. Альбом записувався в період з липня по серпень 1988 року на Greene St. Recording у Нью-Йорку, і він був випущений Enigma Records як подвійний альбом .
Після виходу Daydream Nation отримав широке визнання критиків і приніс Sonic Youth угоду з великим лейблом. Альбом зайняв друге місце в щорічному опитуванні The Village Voice Pazz & Jop 1988 року. Відтоді Daydream Nation вважався найкращою роботою Sonic Youth, а також одним із найкращих альбомів усіх часів, що особливо вплинули на жанри альтернативного та інді-року. Також він був включений в книгу 1001 Albums You Must Hear Before You Die. Бібліотека Конгресу обрала його для збереження в Національному реєстрі аудіозаписів у 2005 році.

## Список композицій
Автор музики і слів Sonic Youth (Терстон Мур, Кім Гордон, Лі Ранальдо і Стів Шеллі). 
| Side one | Side one        | Side one   | Side one   |
| #        | Назва           | Автор слів | Тривалість |
| -------- | --------------- | ---------- | ---------- |
| 1.       | «Teen Age Riot» | Moore      | 6:57       |
| 2.       | «Silver Rocket» | Moore      | 3:47       |
| 3.       | «The Sprawl»    | Gordon     | 7:42       |
| 18:26    |                 |            |            |

| Side two | Side two            | Side two   | Side two   |
| #        | Назва               | Автор слів | Тривалість |
| -------- | ------------------- | ---------- | ---------- |
| 4.       | «'Cross the Breeze» | Gordon     | 7:00       |
| 5.       | «Eric's Trip»       | Ranaldo    | 3:48       |
| 6.       | «Total Trash»       | Moore      | 7:33       |
| 18:21    |                     |            |            |

| Side three | Side three   | Side three | Side three |
| #          | Назва        | Автор слів | Тривалість |
| ---------- | ------------ | ---------- | ---------- |
| 7.         | «Hey Joni»   | Ranaldo    | 4:23       |
| 8.         | «Providence» | Mike Watt  | 2:41       |
| 9.         | «Candle»     | Moore      | 4:58       |
| 10.        | «Rain King»  | Ranaldo    | 4:39       |
| 16:41      |              |            |            |

| Side four | Side four                                                             | Side four                             | Side four                  |
| #         | Назва                                                                 | Автор слів                            | Тривалість                 |
| --------- | --------------------------------------------------------------------- | ------------------------------------- | -------------------------- |
| 11.       | «Kissability»                                                         | Gordon                                | 3:08                       |
| 12.       | «Trilogy" - a) "The Wonder" - b) "Hyperstation" - z) "Eliminator Jr.» | Moore/Gordon - Moore - Moore - Gordon | 14:07 - 4:16 - 7:13 - 2:38 |
| 17:15     |                                                                       |                                       |                            |

- У деяких виданнях альбому, включаючи всі цифрові релізи, усі частини «Trilogy» розділені як власні треки.

### Deluxe Edition
У 2007 році було випущено делюкс видання Daydream Nation , яке містило живі версії кожного треку з альбому, а також студійні записи деяких кавер-пісень. 17 липня 2007 року вийшла вінілова версія на 4 платівках.
Вініловий реліз із чотирьох платівок делюкс видання має дещо інший список треків, ніж реліз компакт-диска. Перші два альбоми мають той самий трек-лист, що й оригінальний подвійний альбом. Однак домашнє демо «Eric's Trip» знаходиться наприкінці четвертого лонгплею, а не відразу після оригінального альбому.
| Deluxe Edition track listing | Deluxe Edition track listing | Deluxe Edition track listing |
| #                            | Назва                        | Тривалість                   |
| ---------------------------- | ---------------------------- | ---------------------------- |
| 1.                           | «Teen Age Riot»              | 6:57                         |
| 2.                           | «Silver Rocket»              | 3:47                         |
| 3.                           | «The Sprawl»                 | 7:42                         |
| 4.                           | «'Cross the Breeze»          | 7:00                         |
| 5.                           | «Eric's Trip»                | 3:48                         |
| 6.                           | «Total Trash»                | 7:33                         |
| 7.                           | «Hey Joni»                   | 4:23                         |
| 8.                           | «Providence»                 | 2:41                         |
| 9.                           | «Candle»                     | 4:58                         |
| 10.                          | «Rain King»                  | 4:39                         |
| 11.                          | «Kissability»                | 3:08                         |
| 12.                          | «Trilogy: The Wonder»        | 4:15                         |
| 13.                          | «Trilogy: Hyperstation»      | 7:13                         |
| 14.                          | «Trilogy: Eliminator Jr.»    | 2:37                         |
| 15.                          | «Eric's Trip (Home Demo)»    | 2:27                         |

| Deluxe Edition bonus disc | Deluxe Edition bonus disc                                                                                    | Deluxe Edition bonus disc | Deluxe Edition bonus disc |
| #                         | Назва | Автор                     | Тривалість                |
| ------------------------- | --- | ------------------------- | ------------------------- |
| 1.                        | «The Sprawl» (Noise Now Festival, Philipshalle, Düsseldorf on March 27, 1989)                                |                           | 8:27                      |
| 2.                        | «'Cross the Breeze» (Noise Now Festival, Philipshalle, Düsseldorf on March 27, 1989)                         |                           | 5:54                      |
| 3.                        | «Hey Joni» (\|Paradiso, Amsterdam on March 26, 1989)                                                         |                           | 3:38                      |
| 4.                        | «Silver Rocket» (Noise Now Festival, Philipshalle, Düsseldorf on March 27, 1989)                             |                           | 4:19                      |
| 5.                        | «Kissability» (Recorded for the documentary Put Blood in the Music in Brooklyn, New York in August 1988)     |                           | 2:19                      |
| 6.                        | «Eric's Trip» (Noise Now Festival, Philipshalle, Düsseldorf on March 27, 1989)                               |                           | 3:05                      |
| 7.                        | «Candle» (Cabaret Metro, Chicago on November 5, 1988)                                                        |                           | 5:04                      |
| 8.                        | «The Wonder» (Recorded at CBGB on December 13, 1988)                                                         |                           | 4:02                      |
| 9.                        | «Hyperstation» (Recorded at CBGB on December 13, 1988)                                                       |                           | 6:14                      |
| 10.                       | «Eliminator Jr.» (Paradiso, Amsterdam on March 26, 1989)                                                     |                           | 2:38                      |
| 11.                       | «Providence» (Paradiso, Amsterdam on March 26, 1989)                                                         |                           | 1:47                      |
| 12.                       | «Teen Age Riot» (Paradiso, Amsterdam on March 26, 1989)                                                      |                           | 4:37                      |
| 13.                       | «Rain King» (Recorded for the documentary Put Blood in the Music in Brooklyn, New York in August 1988)       |                           | 4:06                      |
| 14.                       | «Totally Trashed» (Maxwell's, Hoboken, New Jersey on June 9, 1988)                                           |                           | 1:57                      |
| 15.                       | «Total Trash» (Maxwell's, Hoboken, New Jersey on June 9, 1988)                                               |                           | 5:18                      |
| 16.                       | «Within You Without You» (The Beatles cover, Sgt. Pepper Knew My Father" compilation, 1988)                  | Джордж Гаррісон           | 4:58                      |
| 17.                       | «Touch Me I'm Sick» (Mudhoney cover, split 7-inch with Mudhoney, Sub Pop Singles Club, December 1988)        | Mudhoney                  | 2:33                      |
| 18.                       | «Computer Age» (Ніл Янг cover, The Bridge: A Tribute to Neil Young compilation, 1989)                        | Young                     | 5:12                      |
| 19.                       | «Electricity» (Captain Beefheart cover, Fast 'n' Bulbous — A Tribute to Captain Beefheart compilation, 1988) | Van Vliet, Herb Bermann   | 2:46                      |

## Учасники запису

### Sonic Youth
- Терстон Мур — гітара, вокал, клавішні, продюсування
- Кім Гордон — бас-гітара, гітара, вокал, продюсування
- Лі Раналдо — гітара, вокал, продюсування
- Стів Шеллі — ударні, продюсування

### Production
- Нік Сансано — продюсер, звукорежисер
- Хауі Вайнберг — мастеринг
- Дейв Свенсон — асинтент звукорежисера
- Майкл Левін — фотографія
- Метт Трітто — інженерна допомога

## Charts
| Chart (1988)              | Peak position |
| ------------------------- | ------------- |
| British Albums Chart      | 99            |
| Chart (2007)              | Peak position |
| Belgian Albums Chart (Vl) | 91            |